# Cortes de Medina del Campo (1305)
Cortes de Medina del Campo de 1305. Cortes del reino de Castilla celebradas en la ciudad de Medina del Campo en 1305, durante el reinado de Fernando IV de Castilla.

## Las Cortes de Medina del Campo de 1305

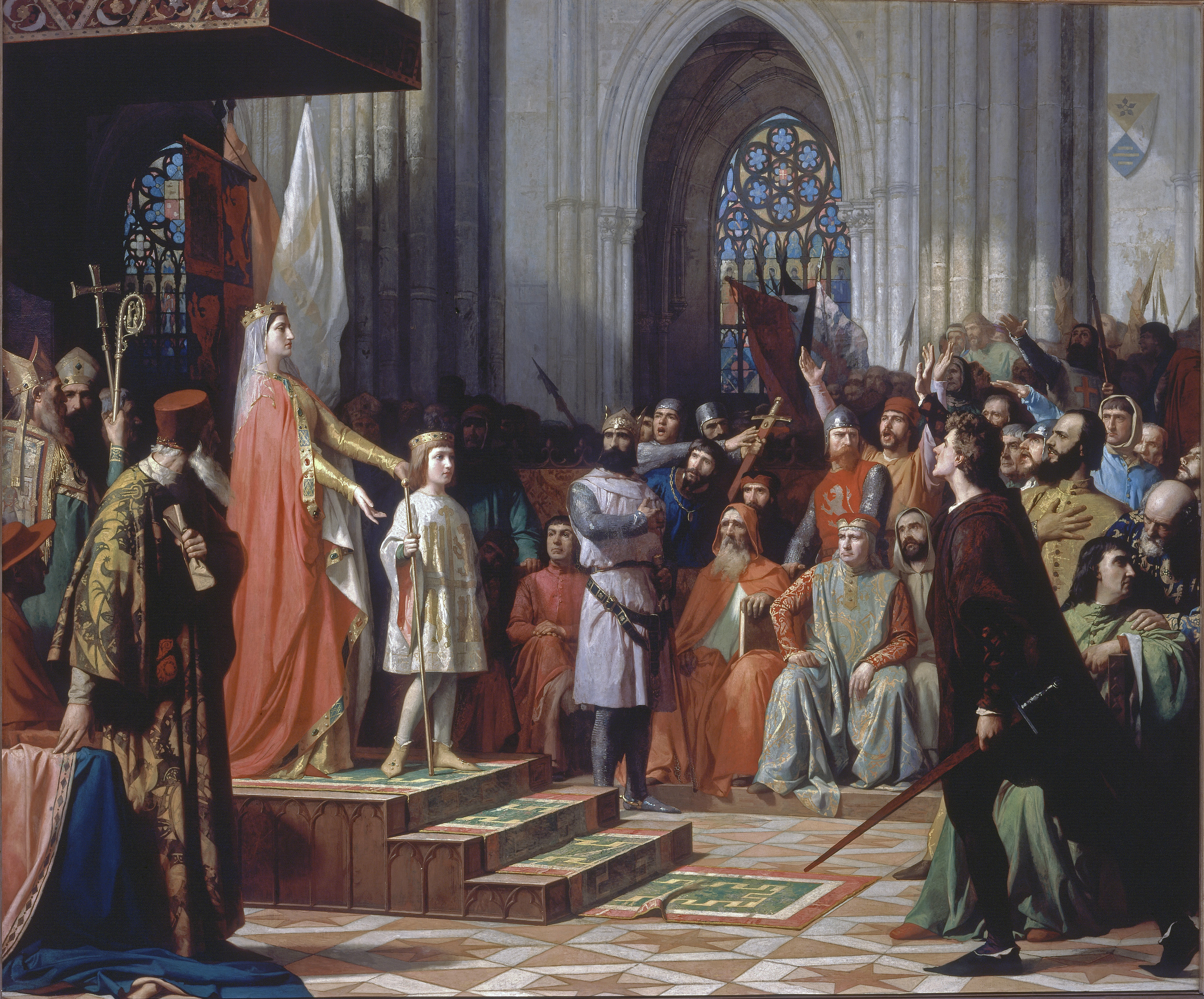
María de Molina presenta a su hijo Fernando IV en las Cortes de Valladolid de 1295. Óleo sobre lienzo de Antonio Gisbert Pérez. 1863. (Congreso de los Diputados de España).

Las Cortes de Medina del Campo de 1305 fueron una asamblea general a la que se convocó a los ricoshombres, maestres de las Órdenes militares, prelados y hombres buenos de las villas y ciudades de Castilla, León, reino de Toledo, las Extremaduras y Andalucía. Y el historiador César González Mínguez destacó que asistió por primera vez a las Cortes Fernando de la Cerda, hijo del infante Fernando de la Cerda y nieto de Alfonso X de Castilla, ya que hasta poco antes había estado enemistado con su primo Fernando IV.
Y entre los representantes del estamento eclesiástico que acudieron a las Cortes figuraban Gonzalo Díaz Palomeque, arzobispo de Toledo y canciller mayor de Castilla, el obispo de Coria, y el obispo de Astorga, que era además notario mayor del reino de León.
Habían transcurrido tres años desde que se reunieron las Cortes de Burgos de 1302, y la ausencia de Cortes durante un período de tres años ha llevado a varios historiadiores a señalar que en el reino de Castilla se estaba produciendo «un cierto fortalecimiento» de la autoridad real. Además, los procuradores concedieron al rey cinco servicios, siendo uno de ellos para el propio rey y los cuatro restantes para pagar las soldadas a los nobles.
Diego López V de Haro, señor de Vizcaya, fue llamado a comparecer en las Cortes de Medina del Campo de 1305 por Fernando IV mientras este último se encontraba en Atienza, aunque no acudió sino después de ser llamado varias veces, para responder a las demandas de su sobrina, María Díaz de Haro, que reclamaba, valiéndose de la influencia de su esposo, el infante Juan de Castilla, la posesión del señorío de Vizcaya. Y debido a la ausencia del señor de Vizcaya, el infante Juan interpuso una demanda contra él ante Fernando IV, comprometiéndose a probar que el señorío de Vizcaya fue ocupado ilegalmente por Sancho IV de Castilla, razón por la cual era ahora de Diego López V de Haro, tío carnal de María Díaz de Haro. 
Sin embargo, mientras el infante Juan presentaba las pruebas a los representantes del rey, compareció Diego López V de Haro, acompañado por trescientos caballeros, y se negó a renunciar a su señorío, argumentando que el infante y su esposa habían renunciado al mismo mediante un juramento solemne prestado al finalizar las Cortes de Valladolid de 1300. Y al no conseguir alcanzar ningún acuerdo, debido a los argumentos presentados por ambas partes, Diego López V de Haro regresó a su señorío.
Tres ordenamientos surgieron de las Cortes de Medina del Campo de 1305, y el primero de ellos iba dirigido a los concejos del reino de León, el segundo a los concejos del reino de Castilla y el tercero a los del reino de Toledo y las Extremaduras. Y en un privilegio rodado otorgado por Fernando IV al concejo de Salinas de Añana, que contiene el ordenamiento otorgado a los concejos de las villas y lugares de Castilla, se afirmaba que «las villas e los logares de Castilla sson yermos e astragados por la razón sobredicha (malfetrías) e por la guerra que passó fasta aquí», aludiendo a la guerra civil y a los crímenes, saqueos y violencias cometidos por los nobles y bandoleros.
Las reuniones de Cortes finalizaron a mediados de mayo, pero la estancia de los asistentes en Medina del Campo se prolongó durante varias semanas más debido al pleito sobre la posesión del señorío de Vizcaya.

### Disposiciones generales

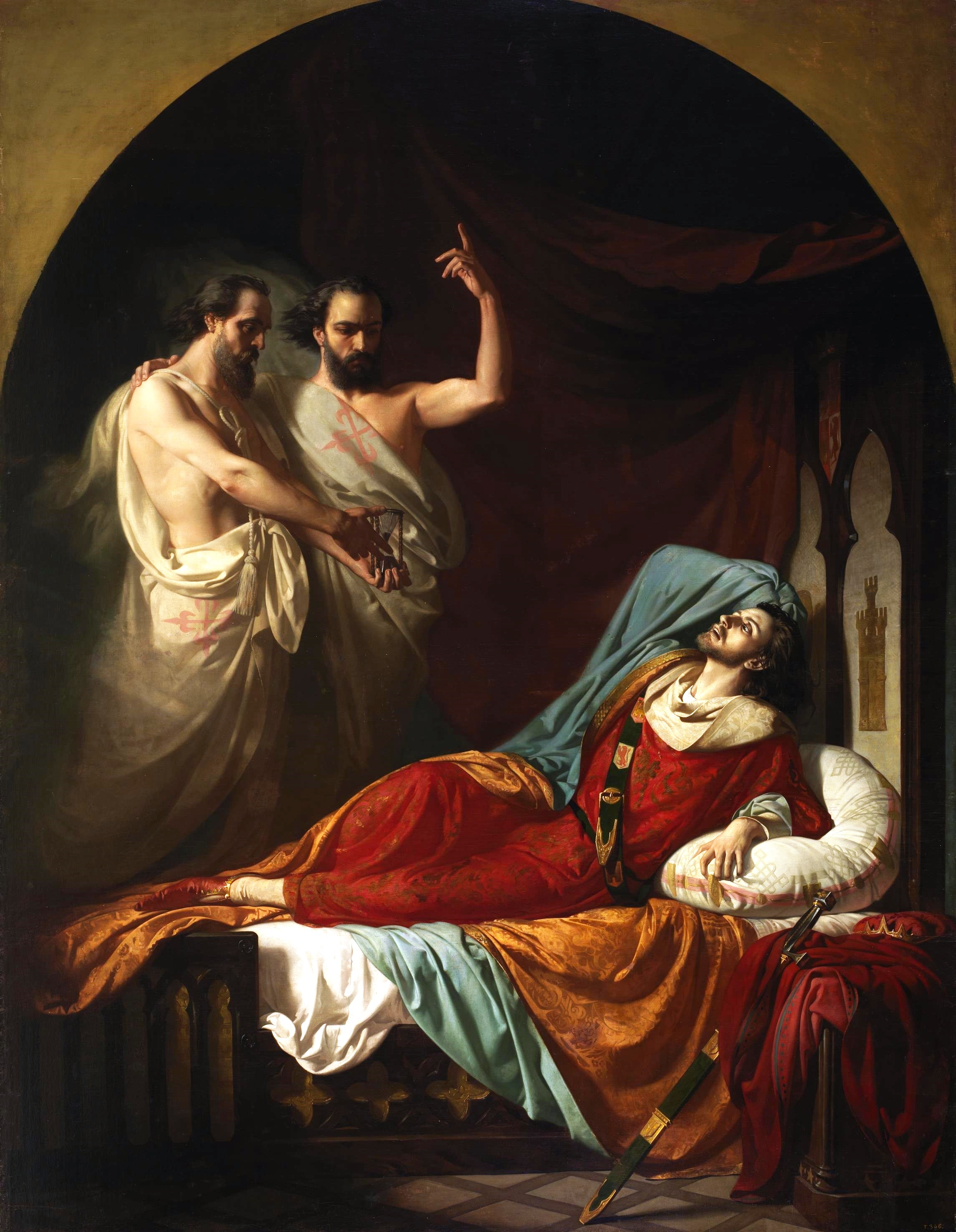
Últimos momentos de Fernando IV el Emplazado. Óleo sobre lienzo de José Casado del Alisal. 1860. (Palacio del Senado de España).

- Fernando IV se comprometió a respetar los privilegios, usos, fueros y costumbres que hubieran sido concedidos a las villas y ciudades de sus reinos por sus predecesores en el trono.[12]
- El rey ordenó a Sancho Sánchez de Velasco, adelantado mayor de Castilla,[13] que capturase a todos aquellos malhechores que robaban o asesinaban amparándose en la protección que les dispensaban los nobles, ricoshombres o infantes.[14]
- El rey se vio obligado a intervenir en el pleito existente entre el concejo de Illescas y el arzobispo de Toledo, que había comenzado en el reinado de Sancho IV y se fundaba en la negativa de dicho concejo toledano a reconocer el señorío del arzobispo sobre el mismo.[15] Y el 11 de mayo de 1305 el rey Fernando IV emitió una sentencia a favor del arzobispado de Toledo, aunque en las Cortes confirmó que los fueros y privilegios de los concejos serían respetados siempre que no atentaran contra los de otros.[16]
- El rey se comprometió a que en lo sucesivo la cancillería no emitiese cartas que atentasen contra los fueros y privilegios de las villas y ciudades del reino, y que eran conocidas como cartas desaforadas, y anuló todas las que ya habían sido emitidas.[12]
- Se intentó poner freno a los abusos que cometían los adelantados, merinos, infantes y otros miembros de la nobleza, ya que frecuentemente tomaban más yantares y conduchos de los que les correspondían.[12]
- Los jueces, alcaldes y alguaciles deberían ser naturales del lugar en el que ejercieran sus cargos.
- La defensa y protección de los mercaderes y de sus productos fue encomendada a Sancho Sánchez de Velasco, adelantado mayor de Castilla.[17]
- Fernando IV se comprometió a sentarse una o dos veces por semana para escuchar las reclamaciones y pleitos que le presentasen tanto los concejos como los particulares.[18]
- Los procuradores solicitaron al monarca que los ricoshombres y los nobles no hicieran mercados ni nombraran alcaldes o escribanos en las behetrías ni en los lugares donde no los había en el reinado de Alfonso X de Castilla, abuelo de Fernando IV.[19]
- El monarca se comprometió a devolver a los concejos todas las aldeas y términos que hubieran sido entregadas a ricoshombres, caballeros e infanzones, al igual que había sido dispuesto en las Cortes de Zamora de 1301.[18] Y dicho compromiso se puso en práctica de inmediato en el caso de la aldea de Arroyo del Puerco, que pertenecía al concejo de Cáceres y había sido entregada por Fernando IV al infante Alfonso de Portugal, hijo del rey Alfonso III de Portugal, por lo que el monarca se vio obligado a revocar dicha concesión.[18]
- En el ordenamiento otorgado al reino de León consta que Fernando IV se comprometió a no revocar los acuerdos de estas Cortes a menos que fuera en otra reunión posterior de las mismas, por lo que se puso un cierto límite a «posibles arbitrariedades» por parte del monarca.[20]
- Fernando IV garantizó la seguridad de todos los representantes de los concejos cuando acudieran a las Cortes,[12] aunque dicho asunto había sido ya debatido en las Cortes de Valladolid de 1300[21] y en las Cortes de Medina del Campo de 1302, y se comprometió a castigar a quienes les atacasen o maltratasen y a confiscar sus bienes.[22]
- Los representantes de los concejos se quejaron al rey de las ferias que se celebraban en las villas y ciudades de señorío, ya que perjudicaban económicamente no solamente a las ferias de las tierras de realengo, sino también a la Corona.[23]

### Disposiciones tributarias
- Debido a la constante falsificación de moneda y a la baja ley de la moneda castellana, Fernando IV prefirió no hacer nuevas acuñaciones y dejar que las monedas falsas se agotaran, creyendo que con dichas medidas mejoraría la economía del reino y los precios volverían a ser los de años anteriores.[24]
- Las propiedades que llevasen aparejada el pago de impuestos y que hubieran sido adquiridas por clérigos, musulmanes o judíos seguirían pagando impuestos y podrían ser vendidas, según lo dispuesto en las Cortes de Haro de 1288 y en las Cortes de Valladolid de 1293.[24]
- Se dispuso que los tributos serían recaudados por caballeros y hombres buenos de las villas, y que en ningún caso serían recaudados por judíos ni por quienes tuvieran participación en el rendimiento de los mismos,[25] ya que los procuradores solicitaron al monarca que los judíos no recaudasen ni arrendasen los impuestos.[26] Y con esta petición los procuradores arremetieron contra la propiedad privada de los judíos y les privaron de participar en la subasta y recaudación de los impuestos reales, y dicha norma fue enviada, entre otros, a “los conçeios de las çibdades e de las villas de Extremadura” y, en especial, a la ciudad de Plasencia.[27]
- La recaudación de impuestos no podría ser arrendada a ricoshombres u otros miembros de la nobleza.[24]

### Disposiciones relativas a los judíos y musulmanes
- Los procuradores solicitaron al monarca que los escribanos de las villas y ciudades fueran hombres buenos y no judíos.[28]
- Respecto a las deudas que los cristianos tenían contraídas con los judíos, Fernando IV ratificó casi por completo lo dispuesto en las Cortes de Valladolid de 1293, celebradas durante el reinado de su padre, Sancho IV.[12]
- Se dispuso que los judíos deberían vender, antes de un año, las propiedades que hubiesen comprado a los cristianos, reiterando así lo dispuesto en las Cortes de Cuéllar de 1297.[29] Esta disposición impedía a los judíos invertir en bienes inmuebles y contribuía a fomentar la tesaurización de las riquezas adquiridas por los comerciantes, prestamistas y mercaderes judíos.[30]